# God Won't Give Up
God Won't Give Up è il sesto album in studio del cantautore statunitense Neal Morse, pubblicato il 21 ottobre 2005 dalla Radiant Records.

## Descrizione
Contiene dieci brani originariamente composti da Morse durante le sessioni di registrazione di Snow, l'ultimo album pubblicato dagli Spock's Beard insieme al cantautore stesso..

## Tracce
Testi e musiche di Neal Morse.
1. I Sing My Love – 3:48
2. His Mercy Endureth – 4:10
3. King of Love – 3:36
4. The Crossroads – 5:27
5. Save My Life Tonight – 4:22
6. Love like You – 3:04
7. Mountain – 4:03
8. John's Dream – 4:19
9. See What God Can Do – 4:29
10. God Won't Give Up – 5:41

Traccia bonus nella riedizione del 2016
1. Morning Prayer

## Formazione
- Neal Morse – voce, tastiera, chitarra, batteria